# Emil Erlenmeyer

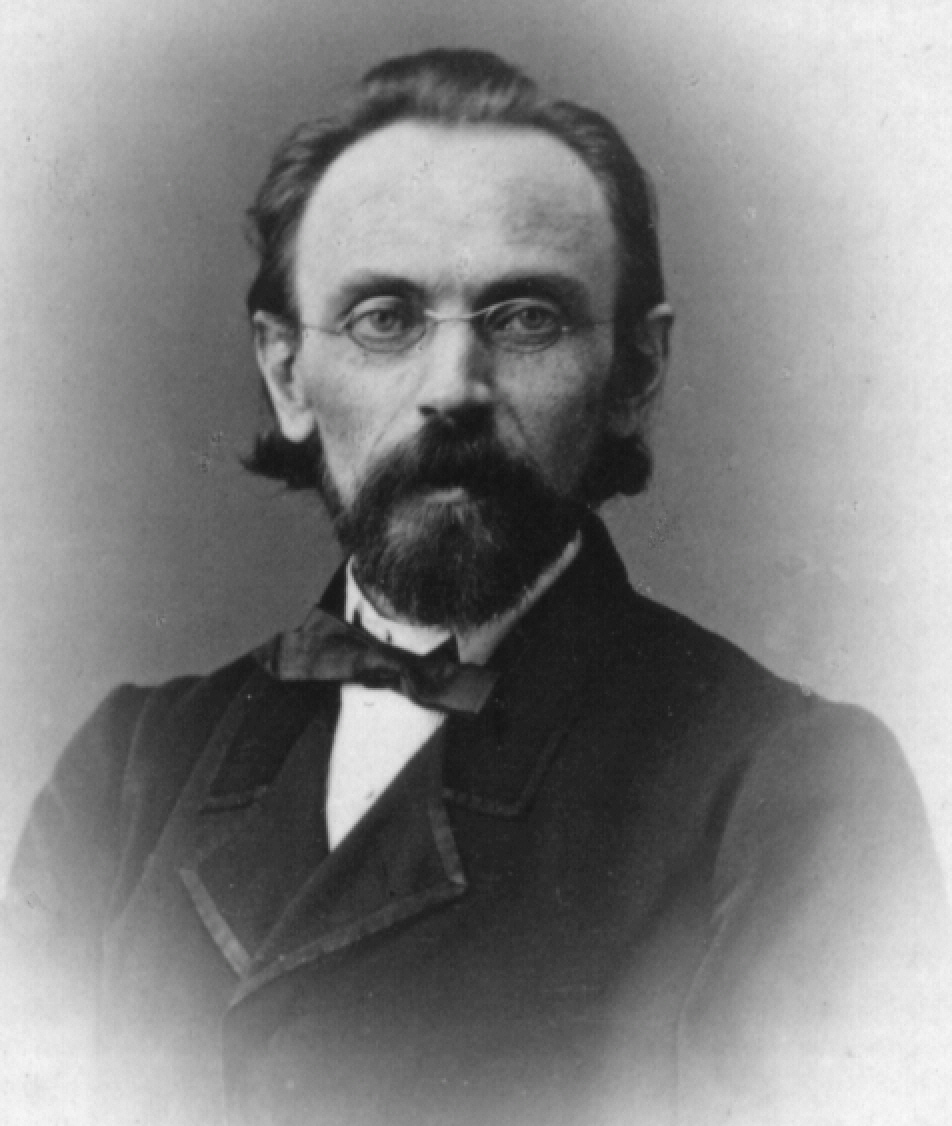
Emil Erlenmeyer

Geburtshaus in Taunusstein

Richard August Carl Emil Erlenmeyer (* 28. Juni 1825 in Wehen (heute Taunusstein); † 22. Januar 1909 in Aschaffenburg) war ein deutscher Chemiker. Von ihm stammen unter anderem die Erlenmeyer-Regel und der Erlenmeyerkolben.

## Leben und Werk
Emil Erlenmeyer studierte zunächst Medizin in Gießen und besuchte ab 1845 die Chemie-Vorlesungen von Justus von Liebig, später bei Leopold Gmelin in Heidelberg. Während seines Studiums wurde er 1845 Mitglied der Burschenschaft Cattia Gießen. Nach seinem pharmazeutischen Staatsexamen in Nassau (Lahn) betrieb er 5 Jahre lang eine Apotheke in Katzenelnbogen. 1850 kehrte er nach Gießen zurück und promovierte im gleichen Jahr bei Justus Liebig mit einer Arbeit Über basisches Cyanblei.
Danach kaufte er eine Apotheke in Wiesbaden und unterrichtete zusätzlich Chemie an der Wiesbadener Handels- und Gewerbeschule. Da der finanzielle Erfolg ausblieb, habilitierte er sich 1855 bei Robert Bunsen in Heidelberg mit einem Thema aus dem Bereich der Chemie der Mineraldünger. Er wurde hier 1857 Privatdozent und betrieb nebenher ein privates Beratungslabor für die Düngemittelindustrie. 1863 wurde er in Heidelberg außerordentlicher Professor, folgte dann aber dem Ruf auf die Professur für Chemie an die Polytechnische Schule München, und war dort gleichzeitig Berater verschiedener Chemie-Unternehmen, u. a. der Chemischen Fabrik Heufeld in Oberbayern, der Vorgängerin der heutigen Süd-Chemie AG.
1877 wurde die Polytechnische Schule in Kgl. Bayerische Technische Hochschule München umbenannt und von 1877 bis 1880 war Erlenmeyer neben seiner Lehrtätigkeit auch deren Direktor. Nach einer sehr erfolgreichen Arbeit als Chemiker und Hochschullehrer wurde Erlenmeyer 1883 aus gesundheitlichen Gründen emeritiert. Er zog danach als Privatgelehrter nach Frankfurt am Main und 1893 nach Aschaffenburg zu seiner Tochter. Von 1893 bis 1897 erhielt er von seinem Schwiegersohn Hermann Dingler in der Forsthochschule Aschaffenburg private Forschungsmöglichkeiten.
Erlenmeyer trug viel zur Verbreitung der Atomtheorie bei. Er hat sich in jungen Jahren lange und eingehend mit der Struktur chemischer Verbindungen beschäftigt und mit seinen Kollegen debattiert. Da er seit 1859 nebenberuflich als Redakteur der Zeitschrift für Chemie, Pharmazie und Mathematik arbeitete, konnte er hier seine Theorien frühzeitig zur Diskussion stellen. 1862 stellte er auf Grund seiner Untersuchungen als erster fest, dass es nicht nur Einfachbindungen, sondern auch Mehrfachbindungen gebe. Hierdurch trug er wesentlich dazu bei, die Struktur vieler Verbindungen zu erkennen und zu verstehen. Außerdem benutzte er in seinen Veröffentlichungen stets die heute übliche Coupersche Schreibweise für Strukturformeln und verhalf dieser damit zum Durchbruch.
In München erforschte er weiter intensiv die Struktur organischer Verbindungen und klärte die Struktur von Naphthalin, Azo-, Hydrazo- und Azoxykörpern sowie von Guanidin und Tyrosin auf. Für die beiden letzteren gab er auch Synthesemethoden an, darüber hinaus formulierte er die Erlenmeyer-Regel.
Weiterhin ist nach ihm der Erlenmeyerkolben benannt, ein konusförmiger Glaskolben, der heute in allen Laboratorien benutzt wird.
Sein Sohn Emil Erlenmeyer jun. wurde ebenfalls Chemiker, er entwickelte die Erlenmeyer-Synthese, sein Enkel war der Chemiker Hans Erlenmeyer. Emil Erlenmeyers Tochter Maria heiratete den Botaniker Hermann Dingler, ihr Sohn war der Philosoph Hugo Dingler.
Im Jahre 1855 wurde er in die Freimaurerloge Sokrates zur Standhaftigkeit aufgenommen. In Heidelberg schloss er sich der Loge Ruprecht zu den fünf Rosen an.
Zeitweise gab Erlenmeyer Justus Liebigs Annalen der Chemie heraus.

## Ehrungen
- 1855 wurde er zum Ehrenmitglied des Nassauischen Vereins für Naturkunde ernannt.
- 1873 wurde Erlenmeyer Mitglied der Bayerischen Akademie der Wissenschaften, 1874 Vizepräsident und 1884 Präsident der Deutschen Chemischen Gesellschaft.

## Schriften
- E. Erlenmeyer: Lehrbuch der organischen Chemie. C. F. Winters Verlagsbuchhandlung, Leipzig u. Heidelberg, 1867 u. 1868.
  - Neuauflage als Erlenmeyer´s Lehrbuch der organischen Chemie, 3 Bände, Leipzig: Winter, bis 1894, Herausgeber Richard Meyer, Otto Hecht, Heinrich Goldschmidt, Karl von Buchka (1856–1917).